# Lawful Interception
Lawful Interception (Intercepção legal) é um romance de ficção científica do autor canadense Cory Doctorow. Ele  é a terceira parte da Série Little Brother e foi lançado em 2013. O romance está disponível gratuitamente no site do autor, como um download do Creative Commons.

## Enredo
Uma nova história de Marcus Yallow, o herói dos romances Little Brother e Homeland, enquanto ele lida com as conseqüências de um devastador terremoto de Oakland, com a ajuda de amigos, aliados de hackers e alguns drones muito inteligentes.